# كبلر-298d
كيبلر 298 دي (بالإنجليزية: Kepler-298d)‏ هو كوكب خارج المجموعة الشمسية، في كوكبة التنين.

## الاكتشاف
.